# Gaius Trebonius
Gaius Trebonius (* um 90 v. Chr.; † 43 v. Chr.) war ein römischer General und Politiker. Er war außerdem einer der Mörder Caesars.

## Leben
Trebonius entstammte einer eher unbedeutenden Ritterfamilie, wurde jedoch von Caesar, der das organisatorische Talent des jungen Mannes erkannt hatte, gefördert. Er war also ein homo novus. Im Jahr 58 v. Chr. war Trebonius als Quästor Gegner der Adoption des Publius Clodius Pulcher durch einen Plebejer. Drei Jahre später, als Volkstribun, setzte er in der Lex Trebonia durch, dass Crassus Statthalter in Syria und Pompeius in Spanien wurde. Außerdem beantragte er die Verlängerung von Caesars Kommando in Gallien um weitere fünf Jahre. Als Legat Caesars in Gallien von 54 v. Chr. bis 49 v. Chr. zeichnete er sich als fähiger General aus, besonders bei der Belagerung Massilias.
Nach Ausbruch des Bürgerkriegs und der Einnahme Roms durch Caesar wurde er Stadtprätor in der Hauptstadt. Im Jahr 47 v. Chr. schickte ihn Caesar nach Spanien, wo er die letzten Reste des republikanischen Widerstandes beseitigen sollte. Da er jedoch gegen die Führer der gegnerischen Partei, Gnaeus und Sextus Pompeius sowie Titus Labienus, keine militärischen Erfolge erzielen konnte, wurde er bald wieder abgelöst.
Im Jahr 45 v. Chr. versuchte er als consul suffectus in Gallia Narbonensis zusammen mit einem Kreis enger Vertrauter Caesars ein Komplott auszuhecken, das die Ermordung des Diktators zum Ziel hatte. Nach Plutarch versuchte er sogar, Marcus Antonius, der sich zur selben Zeit in Narbo aufhielt, für den Plan zu gewinnen, der letztlich dann doch nicht ausgeführt wurde.
Warum sich der einst treue Anhänger Caesars von seinem Gönner abwandte, ist nicht ganz klar. Vielleicht aus persönlicher Enttäuschung, vielleicht aus Angst vor einer übergroßen Machtfülle des Juliers, schloss er sich dem Kreis der Verschwörer um Brutus und Cassius an. An den Iden des März 44 v. Chr. erdolchten sie ihn vor einer Senatsversammlung. Trebonius fiel bei dieser Verschwörung die Aufgabe zu, Marcus Antonius vor der Versammlung in ein Gespräch zu verwickeln, damit dieser Caesar nicht zu Hilfe eilen konnte.
Nach der von den Attentätern als Tyrannenmord deklarierten Tat verließ Trebonius Rom relativ rasch, um sein rechtmäßiges Statthalteramt in der Provinz Asia anzutreten. Weil auch die Caesarmörder Marcus Iunius Brutus und Gaius Cassius Longinus Provinzen zugewiesen bekommen hatten, nämlich Makedonien und Syria, kontrollierten die Verschwörer beinahe den gesamten Osten des Römischen Reiches.
Trebonius wurde jedoch schon bald von dem Konsular Publius Cornelius Dolabella, der Syrien als seine rechtmäßige Provinz betrachtete und auf dem Weg dorthin Asia durchqueren musste, in Smyrna gefangen genommen, gefoltert und getötet.
Trebonius war auch als Schriftsteller tätig und unterhielt eine Korrespondenz mit Cicero.